# Marcos Paulo (football, 1977)
Pour les articles homonymes, voir Marcos Paulo.
Marcos Paulo Alves dit Marcos Paulo est un footballeur brésilien né le 11 mai 1977.